# Sommet de l'OTAN de 2021
Pour un article plus général, voir Sommet de l'OTAN.
Le sommet de l'OTAN Bruxelles 2021 est le 28e sommet de l'OTAN, conférence diplomatique réunissant les chefs d'État et de gouvernement des 30 pays membres de l'Organisation du traité de l'Atlantique nord ainsi que des alliés de l'organisation.

## Contexte du sommet

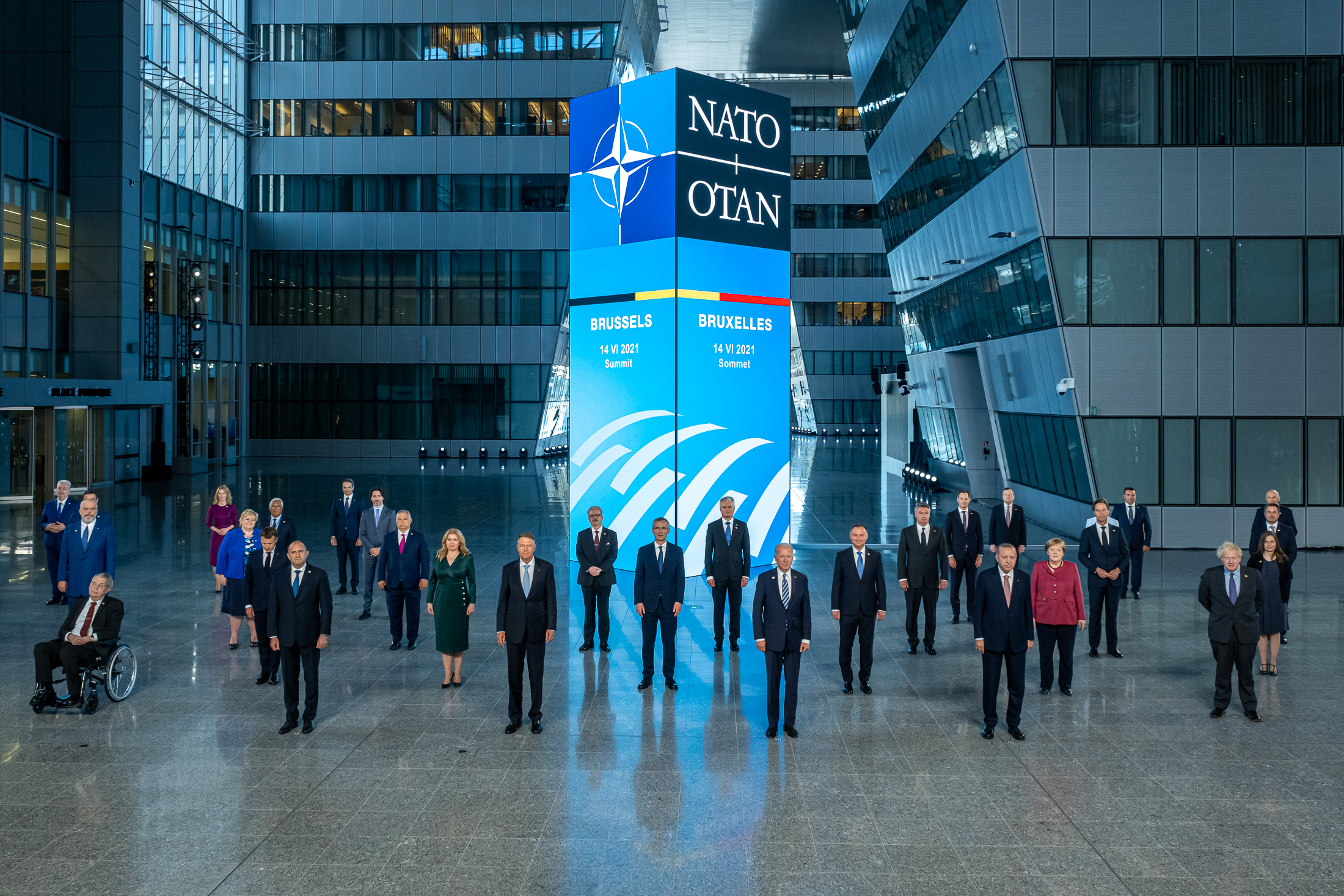
Les chefs d'État ou de gouvernement des pays membres de l'OTAN.

Après deux sommets dans une ambiance tendue en présence de Donald Trump, ce 28e sommet se déroule dans une ambiance apaisée en présence de Joe Biden qui rassure ses alliés en réaffirmant que l’article 5 du traité de l'Atlantique nord, la clause garantissant la défense mutuelle entre alliés, est « sacrée » et qu’à nouveau « les Etats-Unis sont là » pour les Européens. Le président américain n'est pas revenu sur la question du « partage du fardeau financier », un thème martelé durant quatre années par l’administration Trump.
Ce sommet de l'OTAN est une des étapes de la tournée européenne de Joe Biden qui va aussi participer à un sommet du G7, à un sommet avec l'Union européenne et rencontrer in fine Vladimir Poutine. Son objectif stratégique premier est de constituer une grande alliance des démocraties, incluant ses alliés européens mais aussi les grandes démocraties asiatiques, pour faire face à la montée des nouvelles menaces,.
Ce sommet a permis que le président turc, Recep Tayyip Erdoğan, ait des échanges bilatéraux avec Joe Biden et Emmanuel Macron, dans l'objectif de renouer le dialogue mais sans régler les sujets de désaccord, parmi lesquels l'acquisition du système S-400 à la Russie, le soutien occidental aux Kurdes de Syrie ou encore la présence turque en Libye,.
La Russie reste la principale source d’inquiétude des alliés qui lui adressent une nouvelle mise en garde : « tant que la Russie ne montre pas qu’elle respecte le droit international et qu’elle honore ses obligations et responsabilités internationales, il ne peut y avoir de retour à la normale », tout en affirmant rester ouverts au dialogue.
Mais le fait marquant de ce sommet est, qu'à l'initiative des Américains, les alliés européens ont accepté que le communiqué final mentionne en des termes bien plus explicites que précédemment les « défis systémiques » que la politique de la Chine ferait peser sur l'ordre international. La Chine a réagi immédiatement en accusant l'OTAN d'exagérer la menace chinoise. Toutefois les Européens restent prudents. Ainsi Angela Merkel déclare à ce propos : « La Chine est un rival sur de nombreuses questions, et en même temps, la Chine est un partenaire sur de nombreuses questions ». E. Macron se montre également réservé sur ce sujet en appelant l'OTAN à ne pas se détourner de ses missions essentielles.
Dans un contexte d'augmentation et de modernisation des arsenaux nucléaires dans le monde, les dirigeants de l'OTAN ont aussi réaffirmé leurs positions traditionnelles en matière de prolifération nucléaire et de désarmement dans le communiqué final. Les Européens font du désarmement davantage une priorité que les Américains. E. Macron a rappelé que les négociations sur le désarmement en Europe ne peuvent valablement se faire sans la France et le Royaume-Uni.

## Communiqué final
Le communiqué final aborde en 79 points les principaux sujets suivants :
- Avenir de l'Alliance (points 5 à 8) : le communiqué confirme la poursuite du processus de réflexion prospective, initié à Londres en 2019, dans le cadre de l'initiative OTAN 2030. Il est décidé d'élaborer un nouveau concept stratégique qui sera entériné par les dirigeants des pays de l'OTAN au prochain sommet en 2022. Les besoins spécifiques de financement supplémentaire jusqu'en 2030 seront aussi évalués.
- Relations avec la Russie (points 9 à 15) : « Tant que la Russie ne montre pas qu’elle respecte le droit international et qu’elle honore ses obligations et responsabilités internationales, il ne peut y avoir de retour à la normale. ». L'OTAN réitère aussi son « soutien à l’intégrité territoriale et à la souveraineté de l'Ukraine, de la Géorgie et de la République de Moldavie à l’intérieur de leurs frontières internationalement reconnues ». Enfin l'OTAN condamne le renforcement du potentiel militaire conventionnel et nucléaire de la Russie et l'augmentation de ses activités militaires.
- Relations avec la Chine (points 3, 55 et 56) : le communiqué affirme que « l’influence croissante et les politiques internationales de la Chine peuvent présenter des défis, auxquels nous devons répondre ensemble, en tant qu’Alliance ». Plus précisément, les préoccupations exprimées par l'OTAN concernant la Chine sont relatives au non-respect des valeurs inscrites dans le traité de l'Atlantique nord[Note 1], à l'accroissement rapide de son arsenal nucléaire et de son potentiel militaire conventionnel, et à sa coopération militaire avec la Russie.
- Dissuasion nucléaire et défense antimissile (points 40 à 44) : le communiqué rappelle « qu'aussi longtemps qu’il y aura des armes nucléaires, l’OTAN restera une alliance nucléaire » et liste les composantes de la capacité nucléaire de l'Alliance : « Les forces stratégiques de l'Alliance, et en particulier celles des États-Unis, sont la garantie suprême de la sécurité des Alliés. Les forces nucléaires stratégiques indépendantes du Royaume-Uni et de la France ont un rôle de dissuasion propre et contribuent de manière significative à la sécurité globale de l'Alliance. ». Le communiqué précise ensuite que « les conditions dans lesquelles l'OTAN pourrait être amenée à recourir à l'arme nucléaire sont extrêmement improbables ». Enfin, l'engagement de l'OTAN à maintenir une capacité de défense antimissile balistique est confirmé. L’objectif du système de défense antimissile de l'OTAN et les principes politiques qui la régissent restent les mêmes que ceux définis au sommet de Lisbonne, en 2010.
- Maîtrise des armements, désarmement et non-prolifération (points 45 à 52) : les dirigeants de l'OTAN réaffirment leur « plein soutien à l’objectif de dénucléarisation complète, vérifiable, et irréversible de la Corée du Nord, conformément aux résolutions pertinentes du Conseil de sécurité de l’ONU » et leur détermination « à faire en sorte que l’Iran ne développe jamais l’arme nucléaire ». Ils réaffirment aussi leur attachement à la « pleine mise en application, dans tous ses aspects, du Traité sur la non-prolifération des armes nucléaires (TNP) » et leur « opposition au Traité sur l’interdiction des armes nucléaires (TIAN) ».

## Pays participants et représentants

### OTAN et États membres
| - Albanie – Edi Rama, Premier ministre - Allemagne – Angela Merkel, Chancelière - Belgique – Alexander De Croo, Premier ministre - Bulgarie – Roumen Radev, Président - Canada – Justin Trudeau, Premier ministre - Croatie – Zoran Milanović, Président - Danemark – Mette Frederiksen, Premier ministre - Espagne – Pedro Sánchez, Président du gouvernement - Estonie – Kaja Kallas, Premier ministre - Etats-Unis – Joe Biden, Président - France – Emmanuel Macron, Président - Grèce – Kyriakos Mitsotakis, Premier ministre - Hongrie – Viktor Orbán, Premier ministre - Islande – Katrín Jakobsdóttir, Première ministre - Italie – Mario Draghi, Président du Conseil des ministres | - Lettonie – Egils Levits, Président - Lituanie – Gitanas Nausėda, Président - Luxembourg – Xavier Bettel, Premier ministre - Macédoine du Nord – Zoran Zaev, Président du gouvernement - Monténégro – Zdravko Krivokapić, Premier ministre - Norvège – Erna Solberg, Premier ministre - Pays-Bas – Mark Rutte, Premier ministre - Pologne – Andrzej Duda, Président - Portugal – António Costa, Premier ministre - Roumanie – Klaus Iohannis, Président - Royaume-Uni – Boris Johnson, Premier ministre - Slovaquie – Zuzana Čaputová, Présidente - Slovénie – Janez Janša, Président du gouvernement - Tchéquie – Miloš Zeman, Président - Turquie – Recep Tayyip Erdoğan, Président - OTAN – Jens Stoltenberg, Secrétaire général |